# 安全生产
安全生产指为预防在生产过程中发生人身、设备等各类事故，保护工作人员在生产中的安全而采取的各种措施。

## 内容
- 制定劳动安全卫生法规和安全技术操作规程；
- 采取各种安全技术和工业卫生方面的技术组织措施；
- 关心工作人员生活，减轻劳动强度，注意劳逸结合；
- 经常开展群众性的安全教育和安全检查等。

安全生产是指在社会生产活动中，通过人、机、物料、环境的和谐运作，使生产过程中潜在的各种事故风险和伤害因素始终处于有效控制状态，切实保护劳动者的生命安全和身体健康。

## 中華人民共和國
1980年4月国务院建立“安全月”制度，决定从当年开始，每年5月为“全国安全月”。全國安全月期間有關部門在全国开展安全活动，组织安全检查，进行安全宣传教育。1991年，全国安全生产委员会决定，在每年5月的某一周开展“安全生产周”活动，全國各部門展開安全生产宣传教育活动。从2002年，将“安全生产周”改为“安全生产月”，时间由每年5月改为6月。